# Кларк, Джон Бейтс
Джон Бейтс Кларк (англ. John Bates Clark; 26 января 1847, Провиденс, штат Род-Айленд — 21 марта 1938, Нью-Йорк) — американский экономист, основатель американской школы маржинализма, автор теории предельной производительности, президент Американской экономической ассоциации в 1894—1895 годах.

## Биография
Американский экономист получил образование в Амхерстском университете и университетах Цюриха и Гейдельберга; преподавал в Колумбийском университете в 1895—1923 годах.
Президент Американской экономической ассоциации в 1894—1895 годах.
Семья
Отец известного экономиста Джона Мориса Кларка.

## Научный вклад
Дж. Б. Кларк — автор многочисленных трудов. Он предложил новый подход к изучению политической экономии в целях приближения к точным наукам. По аналогии с теоретической механикой Дж. Б. Кларк разделил экономическую теорию на два раздела — статику и динамику. Исходное значение он придавал анализу статики, то есть экономического положения общества в неподвижности, «в равновесии». Кларк придерживался теории предельной полезности, которую он видоизменил. «Закон Кларка» состоит в том, что полезность товара распадается на составные элементы («пучок полезностей»), после этого ценность блага определяется суммой предельных полезностей всех его свойств.
Он внес важный вклад в «маржиналистскую революцию», дополнив концепцию предельной полезности потребительских благ теорией предельной производительности труда и капитала. Дж. Б. Кларк стремился доказать, что в процессе производства наблюдается убывающая производительность труда и капитала (по аналогии с законом убывающего плодородия земли). Ибо увеличение каждого из факторов производства при постоянных размерах остальных факторов дает убывающий рост продукции. Так, при неизменной величине капитала всякий дополнительный рабочий будет создавать меньшую массу продукции. Заработная плата в таком случае равняется «продукту труда», который произвел «предельный рабочий». Разницу же между «всем продуктом промышленности» и «продуктом труда» Дж. Б. Кларк рассматривал как «продукт капитала», по праву достающийся капиталисту. Следовательно, доходы рабочих и бизнесменов, по его мнению, соответствуют реальному вкладу труда и капитала в конечный продукт производства, что ведет к социальной справедливости и гармонии классовых интересов «капиталиста» и рабочих.

## Образование
- Амхерстский университет (В настоящее время — колледж)
- Цюрихский университет
- Гейдельбергский университет.